# Motorola Indy 300 2007
Motorola Indy 300 2007 var den femtonde deltävlingen i IndyCar Series 2007. Racet kördes den 26 augusti på Sears Point. Scott Dixon tog sin fjärde seger för säsongen, och tog över mästerskapsledningen. Hélio Castroneves blev tvåa, medan tidigare mästerskapsledaren Dario Franchitti blev trea. På grund av den positionen var Dixons poängledning oerhört liten. Tony Kanaan slutade fyra, och behöll sina chanser att vinna titeln.

## Slutresultat
| Plats | Förare            | Team                     | Grid | Kvaltid  |
| ----- | ----------------- | ------------------------ | ---- | -------- |
| 1     | Scott Dixon       | Chip Ganassi Racing      | 5    | 1.17,337 |
| 2     | Hélio Castroneves | Team Penske              | 4    | 1.17,260 |
| 3     | Dario Franchitti  | Andretti Green Racing    | 1    | 1.16,701 |
| 4     | Tony Kanaan       | Andretti Green Racing    | 3    | 1.17,193 |
| 5     | Sam Hornish Jr.   | Team Penske              | 6    | 1.17,585 |
| 6     | Danica Patrick    | Andretti Green Racing    | 2    | 1.17,148 |
| 7     | Dan Wheldon       | Chip Ganassi Racing      | 10   | 1.18,662 |
| 8     | Tomas Scheckter   | Vision Racing            | 11   | 1.18,700 |
| 9     | Vitor Meira       | Panther Racing           | 13   | 1.19,230 |
| 10    | Kosuke Matsuura   | Panther Racing           | 12   | 1.18,745 |
| 11    | Buddy Rice        | Dreyer & Reinbold Racing | 9    | 1.18,555 |
| 12    | Darren Manning    | A.J. Foyt Enterprises    | 16   | 1.20,258 |
| 13    | Ed Carpenter      | Vision Racing            | 14   | 1.19,337 |
| 14    | Scott Sharp       | Rahal Letterman Racing   | 17   | 1.28,857 |
| 15    | A.J. Foyt IV      | Vision Racing            | 15   | 1.19,810 |
| 16    | Marco Andretti    | Andretti Green Racing    | 8    | 1.18,398 |
| 17    | Sarah Fisher      | Dreyer & Reinbold Racing | 18   | -        |
| 18    | Ryan Hunter-Reay  | Rahal Letterman Racing   | 7    | 1.17,886 |